# Brug 500
Brug 500 is een vaste brug in het Amsterdamse Bos. Het Amsterdamse Bos is een deel van de gemeente Amstelveen, terwijl de gemeente Amsterdam het beheer voert.

## Brug 500
Een veelvoud van bruggen in dat bos is ontworpen door Piet Kramer bruggenarchitect bij de Dienst der Publieke Werken en deze is zeer vermoedelijk ook door hem ontworpen. Er werden voor het Amsterdamse Bos allerlei bruggen ontworpen in serie (zoals de ballenbruggen van Kramer), maar ook unieke bruggen voor dit park. Daarbij kwamen er houten (waaronder brug 500) en betonnen bruggen (zoals brug 501) en zelfs een enkele antiek uitziende ophaalbrug (zoals brug 504).
Brug 500 is een houten brug van zeven meter lang, 2,50 meter breed, die op ongeveer -3,70 meter AP hangt. De grond is/was hier nogal modderig, dus kreeg ze relatief lange landhoofden mee. Het geheel wordt gedragen door een paalfundering van dennen- of hardhout. De brug is gelegen in een zijwatertje van de Bosbaan en is alleen geschikt voor voetgangers. Een aanwijzing voor Kramers bemoeienissen is terug te vinden in de houtbewerkingstechnieken (hij was van origine timmerman) voor leuningen en balustraden, de Dienst werkte echter als collectief, er werden dus geen namen genoteerd. De brug heeft een doorvaartbreedte van 5,80 meter, maar het watertje is nauwelijks begaanbaar voor welk vaartuig dan ook.
De originele brug 500 stamt uit omstreeks 1937, op 16 november 1936 vond de aanbesteding plaats in een pakket van bruggen: brug 500, brug 502, brug 504, brug 507, brug 509, brug 510, brug 511 en brug 512.

## Brug 502
Brug 502 had hetzelfde ontwerp als brug 500. Ze lag tussen brug 500 en 504 in over hetzelfde watertje als brug 500. Dat watertje kreeg in de loop der jaren een andere route en zo werd brug 502 gesloopt.

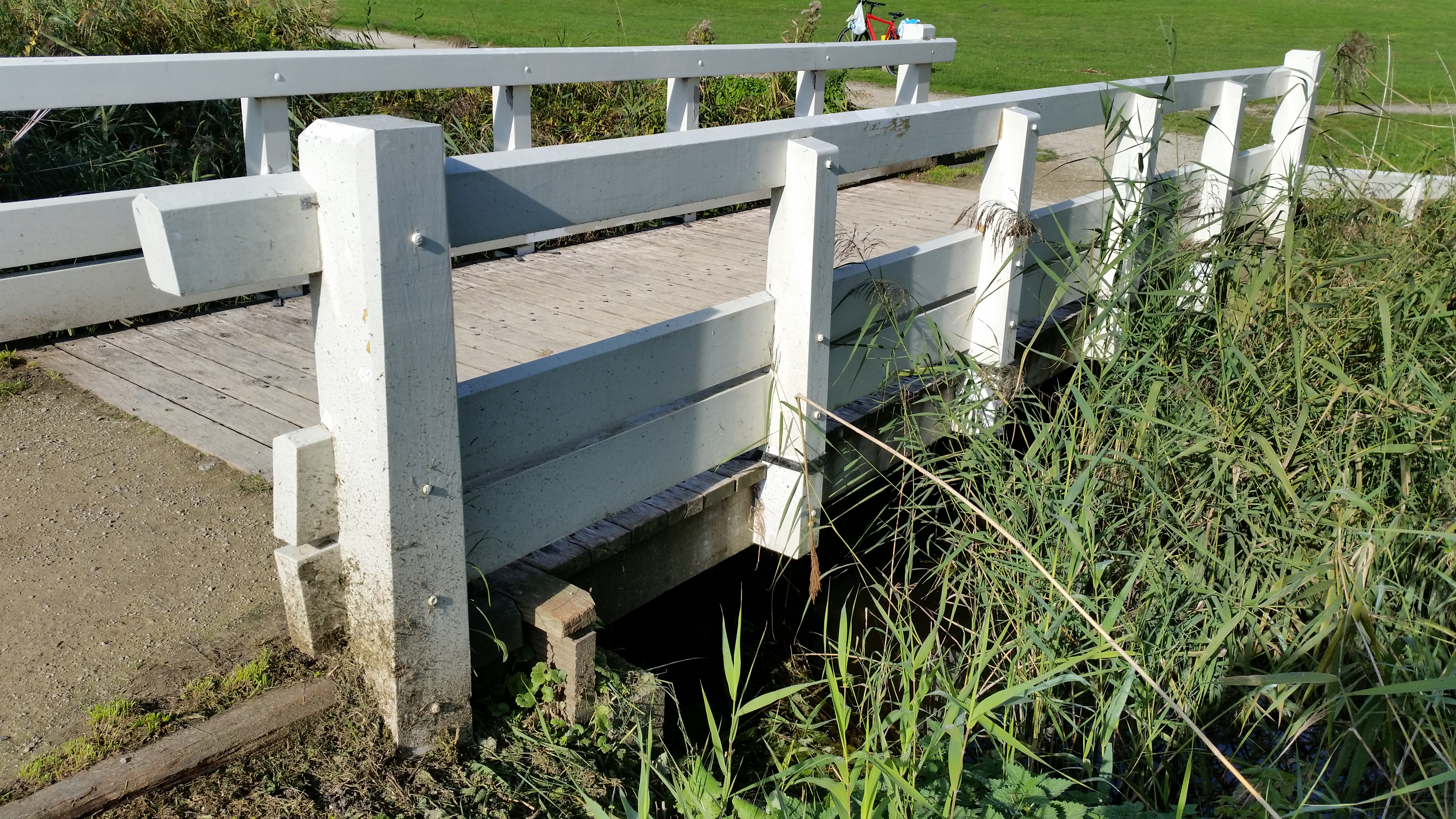
Brug 500, zijaanzicht (oktober 2018)

<<< · 500 · 501 ·  503 · 504 · 505 · 506 · 507 · 508 · 509 · 510 · 511 · 512 · 513 · 514 · 515 · 516 · 517 · 518 · 519 · 520 · 521 · 522 · 523 · 525 · 526 · 527 · 528 · 530 · 531 · 532 · 533 · 534 · 535 · 536 · 537 · 538 · 539 · 540 · 541 · 542 · 543 · 544 · 545 · 546 · 547 · 548 · 549 · 550 · 551 · 552 · 553 · 554 · 555 · 556 · 557 · 558 · 559 · 560 · 561 · 562 · 563 · 564 · 565 · 566 · 567 · 569 · 571 · 572 · 573 · 575 · 577 · 578 · 580 · 581 · 582 · 583 · 584 · 586 · 587 · 589 · 590 · 591 · 592 · 593 · 594 · >>>
Brugnummers 502, 524, 529, 568, 570, 574, 576, 579, 585, 588, 595, 596, 597, 598, 599 zijn niet (meer) vergeven.